# Корифодоны
Корифодоны (лат. Coryphodon, от др.-греч. κορῠφή — пик и ὀδούς — зуб) — род вымерших млекопитающих из семейства Coryphodontidae подотряда пантодонтов (Pantodonta). Был широко распространён во времена эоцена (56,8—37,2 млн лет назад) в Северной Америке, в том числе на ныне холодных арктических территориях. Считается предковым для рода Hypercoryphodon, существовавшего на территории Монголии в среднем эоцене.

## Описание

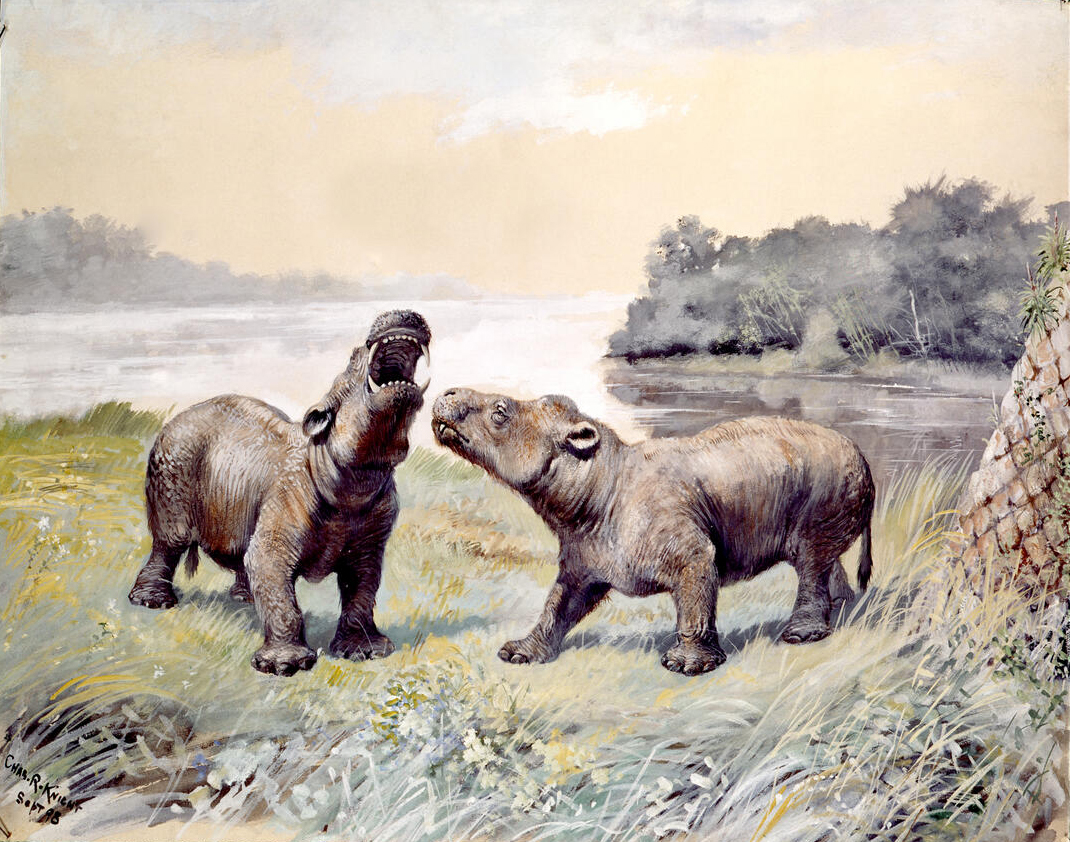
Реконструкция Чарльза Найта

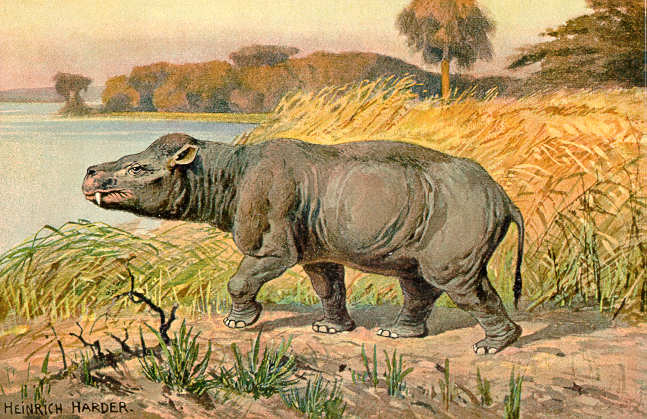
Реконструкция Генриха Хардера

Это были одни из крупнейших млекопитающих, питавшихся листьями и плодами. Они мигрировали по территории Северной Америки, где вытеснили барилямбду, более ранний вид пантодонтов. Имея рост 1 м в холке и длину тела 2,5 м, корифодоны были крупнейшими млекопитающими своего времени. Вёли полуводный образ жизни, по-видимому, обитая в болотах, как и современный гиппопотам, однако не были родственниками гиппопотама или другого современного млекопитающего.
Судя по окаменевшим останкам, найденным на острове Элсмир близ Гренландии, корифодоны когда-то обитали в тёплых болотистых высоких лесах, подобных современным кипарисовым лесам американского юга. Хотя климат эоцена был намного теплее современного, растения и животные, обитавшие за полярным кругом, всё равно существовали в условиях периодической смены полярного дня и ночи. Как показывают химические исследования ископаемых костей, летом корифодоны ели листья, цветы и болотные растения. Во время полярной зимы они питались сосновыми иглами, мёртвыми листьями и грибами. Такой гибкий рацион позволил корифодону широко распространиться в эоцене.
Корифодоны имели мощную шейную мускулатуру и короткие бивни, позволявшие им, по-видимому, выкорчёвывать болотные растения. Как и у большинства пантодонтов, бивни были крупнее у самцов. По-видимому, корифодоны были весьма медлительными, с длинными передними конечностями и короткими задними, которые были нужны, чтобы поддерживать их массу. Среди млекопитающих (как вымерших, так и современных) корифодоны имели одну из наименьших масс мозга по отношению к массе тела: мозг весил около 90 г, а масса тела взрослого животного составляла 500 кг.

## Классификация
По данным сайта Paleobiology Database, на август 2018 года в род включают 11—15 вымерших видов:
- Bathmodon brevipes Cope, 1873 [? syn. Coryphodon brevipes (Cope, 1875), nomen nudum[5]]
- Bathmodon latipes Cope, 1873 [? syn. Coryphodon latipes (Cope, 1875), nomen vanum[5]]
- Bathmodon pachypus Cope, 1883 [? syn. Coryphodon pachypus (Cope, 1883), nomen vanum[5]]
- Bathmodon semicinctus Cope, 1872  [syn. Coryphodon semicinctus (Cope, 1872), Loxalophodon semicinctus (Cope, 1872), nomen dubium[5]]
- Coryphodon armatus (Cope, 1872) [syn. Bathmodon cuspidatus Cope, 1875, Bathmodon elephantopus Cope, 1874, Bathmodon latidens Cope, 1875, Bathmodon lomas Cope, 1874, Bathmodon molestus Cope, 1874, Bathmodon simus Cope, 1874, Coryphodon curvicristis Cope, 1882, Coryphodon cuspidatus (Cope, 1875), Coryphodon elephantopus (Cope, 1874), Coryphodon latidens (Cope, 1875), Coryphodon molestus (Cope, 1874), Coryphodon obliquus Cope, 1877, Coryphodon simus (Cope, 1874), Coryphodon wortmani Osborn, 1898, Metalophodon armatus Cope, 1872]
- Coryphodon eocaenus Owen, 1846typus [syn. Coryphodon anthracoideus Blainville, 1846, Coryphodon marginatus Cope, 1882, Lophiodon eocaenum (Owen, 1846)]
- Coryphodon flerowi Chow, 1957
- Coryphodon gosseleti Malaquin, 1899
- Coryphodon lobatus Cope, 1877 [syn. Coryphodon anax Cope, 1882, Coryphodon ventanus Osborn, 1898]
- Coryphodon oweni Hebert, 1856
- Coryphodon pisuqti Dawson, 2012
- Coryphodon proterus Simons, 1960
- Coryphodon radians (Cope, 1872) [syn. Bathmodon radians Cope 1872, Coryphodon cinctus (Cope, 1882), Coryphodon hamatus Marsh, 1876, Coryphodon repandus Cope, 1882, Coryphodon subquadratus (Cope, 1882), Coryphodon testis (Cope, 1882)) Ectacodon cinctus Cope, 1882, Manteodon subquadratus Cope, 1882, Metalophodon testis Cope, 1882]
- Coryphodon ryani Morgan, 1995
- Coryphodon singularis Osborn, 1898

Также к роду могут относить виды:
- Loxolophodon furcatus Cope, 1872, но его обычно синонимизируют с Uintatherium anceps (Marsh, 1871);
- Manteodon youngi Xu, 1980, который обычно переносят в другой род — Eudinoceras youngi (Xu, 1980).